# 郭若石
郭若石總主教（英語：Archbishop Joseph Kuo Jo-shih, CDD，1906年2月11日—1995年2月18日）是中國天主教人士，主徒會會士，第一任台北總教區總主教，首任天主教中国主教团团长。

## 生平
郭若石出生於河北省藁城县北桥寨村，1930年10月16日在主徒会宣发終身愿，翌年12月28日晋铎，随后赴意大利深造，獲罗马阿波利纳莱大学博士学位。归国后，任察哈尔宣化市恒毅中学校长、主徒会总会长等職。1950年1月13日蒙聖座任命为台北宗座監牧區宗座监牧，管理苗栗及花莲等八个台灣縣市，邀请被中共政權逐出大陆的神职人员及男女会士来台工作，教务突飞猛进，进教人数逐年增加，曾获教廷嘉奖。
1952年10月26日升任台北總教區总主教。1958年在臺北縣新莊创办恒毅中学。1959年12月19日，谦辞台北總教區总主教牧职，专任主徒会总会长一职。梵蒂冈第二屆大公会议时屡次赴罗马出席各种委员会议。1966年当选天主教中国主教团团长，并担任礼仪委员会主任委员，随聘请专家神父于主教团工作，介绍新礼仪，翻译中文日课，弥撒祭典等书。晚年居住阳明山主徒会院，起草主徒会新会宪与会章，并给文化大学教授及学生讲授教理，协助工作。1993年腿骨折断，又肾脏衰竭，病情恶化，于1995年2月18日晚去世，享壽89岁。